# 中華民國—馬來西亞關係
中華民國與英屬馬來亞以及現今的馬來西亞（亦稱大馬）於1933—1950年、1964—1974年有领事級關係，終止關係後，於對方首都互設具大使館功能的代表機構。隨著1949年中華民國政府遷至臺灣，已與臺馬關係重疊。

## 政治

### 外交

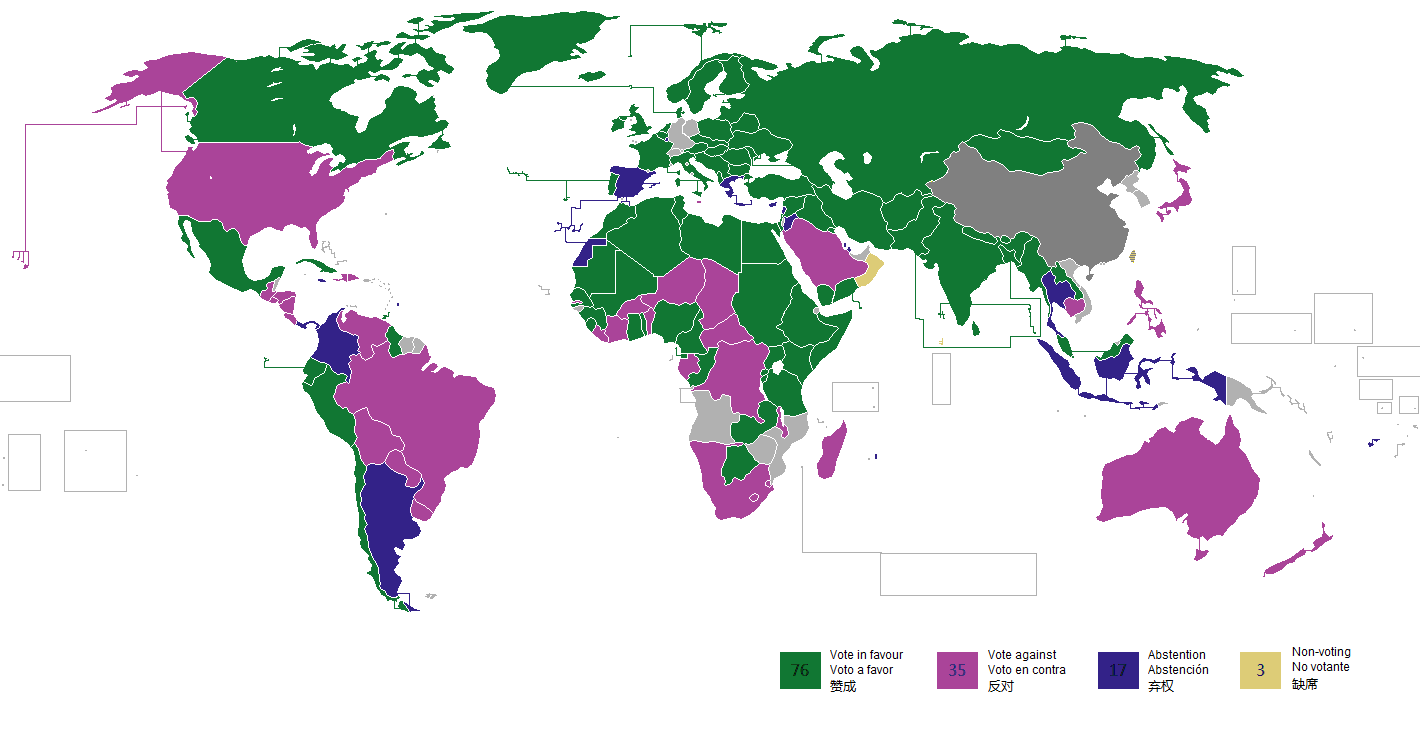
綠色國家表示在1971年的投票中反對中華民國續留聯合國，即《聯合國大會2758號決議》，其中包括馬來西亞。

1933年9月20日，中華民國在英屬馬來亞首府設立駐吉隆坡领事馆。12月2日，正式開館。
1949年6月，升格為駐吉隆坡總領事館。1950年1月，英國承認中華人民共和國，總領事館閉館。 
1963年9月16日，馬來亞、新加坡、北婆羅洲和砂朥越共同組成马来西亚聯邦。1964年11月26日，中華民國復設駐吉隆坡領事館。1969年，升格為駐吉隆坡總領事館，兼駐馬爾地夫大使。
1967年1月17日，馬來西亞亦設立駐臺北領事館。
1974年5月31日，馬來西亞與中華民國終止總領事關係，並與中華人民共和國建立外交關係。駐臺北領事館與駐吉隆坡總領事館隨後關閉。
1984年10月16日，馬來西亞首相馬哈迪出訪時過境臺灣。
1991年9月，馬來西亞在南沙群島的彈丸礁展開建設，中華民國表示嚴重關切，並重申對南沙群島擁有完全的主權，其他國家的主權宣稱一概不予接受。
1997年11月27日，馬來西亞首相馬哈迪在參加加拿大APEC非正式領袖會議後，再度過境台灣中正機場，與行政院長蕭萬長會面。
1998年2月10日，馬來西亞副首相兼財政部長安華夫婦等10人抵台訪問，由行政院副院長劉兆玄、外交部政務次長李大維至機場迎接。11日，會見行政院長蕭萬長。此行是在亞洲金融風暴後，馬來西亞政府尋求台灣的金融援助；而中華民國政府則希望獲得政治實質關係的提升，由於雙方並未談妥細節，對雙邊實質關係並沒有顯著的改變。同年，中華民國副總統連戰、行政院長蕭萬長訪問馬來西亞。
1998年11月，APEC非正式領袖會議在馬來西亞吉隆坡舉辦，馬來西亞在會前派遣特使向中華民國總統李登輝呈遞首相馬哈迪的邀請函，但由於政治因素無法實際參與，後指派經濟建設委員會主任委員江丙坤為代表。
2016年11月，中華民國前總統馬英九接受馬來西亞《星洲日報》專訪，後「星洲網」卻將紙本中的「台灣前總統」逕自更改為「台灣前領導人」。17日，馬英九出席「世界華人經濟論壇」，大會議事手冊與會演講者均冠出席頭銜，卻獨漏馬英九，僅寫上「尊貴的閣下馬英九」、「世界華人領袖」等稱謂。馬英九則掛上自製的「Former President of The Republic of China（Taiwan）」（中華民國前總統）名牌出席。演說過程中，也不斷強調「I am Ma Ying-jeou , former president of the Republic of China （Taiwan）」。會後，召開记者会指责北京打压，据BBC报道，马英九指责说，“看得出来是中共驻马来西亚大使馆介入”。这样不但伤害他本人，也伤害台湾与马来西亚关系，以及两岸关系。
2024年4月，臺灣東部發生大地震，马来西亚外交部表達慰問之意。

### 代表機構
1974年8月3日，中華民國設立駐吉隆坡遠東貿易旅遊中心，1988年升格為具大使館功能的駐馬來西亞台北經濟文化中心（Taipei Economic and Cultural Centre in Malaysia），駐館人員享有若干外交豁免權，1992年7月13日更名駐馬來西亞臺北經濟文化辦事處（Taipei Economic and Cultural Office in Malaysia）。
馬來西亞於1977年開始派移民官常駐中華民國，並以馬來西亞航空公司台北分公司名義辦理簽證業務與其他事項。1982年於台北成立馬航行政部，1983年增設文化貿易交流中心。1987年將原本的行政、商務機構合併更名為馬來西亞友誼及貿易中心（Malaysian Friendship and Trade Centre, Taipei）。1989年11月，於該中心之下增設馬來西亞旅遊資訊中心（Malaysia Tourist Information Center），以推展各項業務。

#### 事件
2020年2月，馬來西亞對於2019冠状病毒病疫情在全球擴散，該國外交部曾宣布，除了重要官員外，將撤回駐兩岸三地的非主要官員和所有家眷。

## 經濟

### 貿易
中華民國對外貿易發展協會（外貿協會）於馬來西亞首都吉隆坡設立台灣貿易中心。經濟部國際貿易署也在吉隆坡設立駐馬來西亞代表處經濟組。
| 年分 | 貿易總額       | 貿易總額 | 貿易總額 | 出口至馬來西亞 | 出口至馬來西亞 | 出口至馬來西亞 | 自馬來西亞進口 | 自馬來西亞進口 | 自馬來西亞進口 | 順逆差  |
| 年分 | 金額           | 年增減   | 排名     | 金額           | 年增減         | 排名           | 金額           | 年增減         | 排名           | 順逆差  |
| ---- | -------------- | -------- | -------- | -------------- | -------------- | -------------- | -------------- | -------------- | -------------- | ------- |
| 2017 | 17,548,021,100 | ▲24.4%   | 7        | 10,369,083,251 | ▲32.7%         | 8              | 7,178,937,849  | ▲14.1%         | 8              | 順差▲   |
| 2018 | 19,907,278,497 | ▲13.4%   | 7        | 10,602,395,484 | ▲2.3%          | 8              | 9,304,883,013  | ▲29.6%         | 7              | 順差▼   |
| 2019 | 19,766,143,108 | ▼0.7%    | 7        | 9,400,186,984  | ▼11.3%         | 8              | 10,365,956,124 | ▲11.4%         | 5              | 逆差 -- |
| 2020 | 19,348,454,287 | ▼2.1%    | 7        | 9,458,699,696  | ▲0.6%          | 8              | 9,889,754,591  | ▼4.6%          | 7              | 逆差▼   |
| 2021 | 25,127,327,811 | ▲29.9%   | 7        | 13,328,299,254 | ▲40.9%         | 8              | 11,799,028,557 | ▲19.3%         | 9              | 順差 -- |
| 2022 | 30,563,341,396 | ▲21.6%   | 8        | 17,013,915,054 | ▲27.7%         | 7              | 13,549,426,342 | ▲14.8%         | 8              | 順差▲   |
| 2023 | 24,854,684,427 | ▼18.7%   | 7        | 15,166,073,967 | ▼10.9%         | 7              | 9,688,610,460  | ▼28.5%         | 8              | 順差▲   |
| 2024 | 34,537,804,498 | ▲39.0%   | 7        | 19,918,497,118 | ▲31.3%         | 7              | 14,619,307,380 | ▲50.9%         | 6              | 順差▼   |

2023年的兩國貿易項目如下：
出口至馬來西亞的前10大項目為：集成电路；石油與提自瀝青礦物之油類（原油除外）、以石油或瀝青質礦物為基本成份之未列名製品、廢油；印刷電路；自動資料處理機及其附屬單元、磁性或光學閱讀機；熱軋之铁或非合金鋼扁軋製品；特定用途機器之零件與附件；半導體裝置、光敏半導體裝置、發光二極體、已裝妥之压电晶体；經護面、鍍面或塗面之铁或非合金鋼扁軋製品；電話機（包括智能手机），以及其他傳輸或接收聲音、圖像之有線或无线网络通訊器具；製造半导体、集成电路與平面顯示器用之機器與器具、零件與附件等。
自馬來西亞進口的前10大項目為：積體電路；示波器、频谱分析仪與其他供計量或檢查電量之儀器與器具，供計量或偵測X光、阿爾法、貝他、伽馬放射線、宇宙或其他離子輻射線用之儀器與器具；製造半导体、集成电路與平面顯示器用之機器與器具、零件與附件；石油與提自瀝青礦物之油類（原油除外）、以石油或瀝青質礦物為基本成份之未列名製品、廢油；石油氣與其他氣態碳氫化合物；半導體裝置、光敏半導體裝置、發光二極體、已裝妥之压电晶体；未經化學改質之棕櫚油及其餾分物；特定用途機器之零件與附件；自動資料處理機及其附屬單元、磁性或光學閱讀機；電話機（包括智能手机），以及其他傳輸或接收聲音、圖像之有線或无线网络通訊器具等。
兩國皆以集成电路為主要相互進出口項目，顯現皆以電子與电机產業為重點發展領域。另由於馬來西亞天然資源豐富，自其進口大量石油與天然气相關原產品，再由臺灣加工後製成品，在貿易與產業深具互補性，合作關係緊密。

### 投資
早期臺商赴馬來西亞投資，主要是受新臺幣大幅升值、工资高漲影響而外移，而馬來西亞於1986年開始放寬外商投資並採取獎勵措施後，臺商投資案件明顯增加，並於1990年代初達到高峰，1990年赴馬來西亞投資金額約23億5,000萬美元，排名第1，1994年約117.65億美元，亦排名第1。之後中國大陸、越南與印尼等競相爭取外資，同時馬來西亞又面臨勞工短缺、工資上漲等問題，因此1990年代後期的投資便逐漸衰退。近年即使因「中美贸易战」，部分在中國大陸的臺商逐漸移往東協各國，但主要仍以越南、泰国為首要投資地點，在馬來西亞仍居少數。
根據中華民國經濟部投資審議司統計，截至2022年，臺商赴馬來西亞總投資金額約35.5億美元，計有499件。2022年的投資金額約1.29億美元，計有20件，排名第12。投資項目有：電子與電機產品、基本金屬、金屬鑄造產品、紡織與纺织品等；區域分布在：柔佛州、雪蘭莪州、吉打州、檳城州等。另根據马来西亚投资发展局統計，截至2020年，赴馬來西亞總投資金額約138.2億美元，排名第5，次於中國大陸、日本、美国、新加坡。

#### 臺商累計投資
截至2020年，臺商在馬來西亞各州的投資如下：
| 排名 | 州屬   | 美元    | 件數 | 排名 | 州屬   | 美元    | 件數 |
| ---- | ------ | ------- | ---- | ---- | ------ | ------- | ---- |
| 1    | 雪蘭莪 | 24.74億 | 551  | 2    | 马六甲 | 24.72億 | 197  |
| 3    | 槟城   | 20.13億 | 586  | 4    | 彭亨   | 15.3億  | 41   |
| 5    | 柔佛   | 14.78億 | 363  | 6    | 吉打   | 10.4億  | 273  |
| 7    | 森美兰 | 8.69億  | 76   | 8    | 霹靂   | 7.6億   | 196  |
| 9    | 砂拉越 | 4.05億  | 56   | 10   | 沙巴   | 3.4億   | 131  |
| 11   | 吉隆坡 | 0.4億   | 58   | 12   | 登嘉樓 | 無      | 無   |
| 12   | 玻璃市 | 無      | 無   | 12   | 吉兰丹 | 無      | 無   |

### 協定
| 日期          | 簽署                                                                             | 備註         |
| ------------- | -------------------------------------------------------------------------------- | ------------ |
| 1993年2月18日 | 《駐馬來西亞台北經濟文化辦事處與馬來西亞友誼及貿易中心間投資促進及保護協定》     | 以下簡稱台馬 |
| 1996年7月23日 | 《台馬避免所得稅雙重課稅及防杜逃稅協定》                                         |              |
| 1997年9月30日 | 《台馬雙邊仲裁合作協議書》                                                       |              |
| 1997年11月7日 | 《台馬雙邊證券資訊交換備忘錄》                                                   |              |
| 1998年3月18日 | 《台馬雙邊品保驗證合作協議》                                                     |              |
| 1998年9月     | 《臺馬貿易推廣單位合作備忘錄》                                                   |              |
| 2004年7月5日  | 《臺馬貨品暫准通關證制度執行議定書》                                             |              |
| 2009年4月9日  | 《臺馬證券商合作備忘錄》                                                         |              |
| 2010年3月2日  | 《臺馬證券交易合作備忘錄》                                                       |              |
| 2010年4月1日  | 《臺馬資通訊產業合作備忘錄》                                                     |              |
| 2010年6月30日 | 《臺馬保險業合作備忘錄》                                                         |              |
| 2010年12月6日 | 《臺馬APEC數位機會中心合作協定》                                                 | [ 註 2 ]     |
| 2011年3月23日 | 《臺馬企業合作備忘錄》                                                           |              |
| 2013年9月9日  | 《臺馬納閩島銀行業監理合作備忘錄》                                               |              |
| 2014年11月5日 | 《臺馬納閩島金融監理合作備忘錄》                                                 |              |
| 2018年3月     | 《衛生福利部食品藥物管理署與马来西亚卫生部藥品管制局合作文件》                   | [ 32 ]       |
| 2018年4月     | 《中華民國對外貿易發展協會與馬來西亞國際貿易暨工業部對外貿易發展機構合作備忘錄》 | [ 32 ]       |
| 2018年5月     | 《工業技術研究院與馬來西亞國際貿易暨工業部投資發展局合作備忘錄》                 | [ 32 ]       |

### 經貿問題
除積極爭取馬來西亞支持臺灣加入《跨太平洋夥伴全面進展協定》（CPTPP），另由於馬來西亞貨幣貶值、勞工短缺、外勞政策多變，以及工作證等申請程序曠日廢時，對從事製造業的臺商造成影響。已有許多臺商選擇外移至越南、泰國與印尼等地。
臺灣的銀行在馬來西亞設立分行限制，雖然有數家臺資銀行已獲准在馬來西亞納閩島設立境外分行，然規定甚嚴，包括須備有至少3名全職人員以及年營運支出達20萬馬幣（約4.2萬美元）以上，單筆借貸達1億馬幣（約2,118萬美元）以上則須中央銀行核可。此外，經營業務不可涉及馬幣、外幣現金與支票，僅限境外金融業務，無法提供臺商融資便利。設有辦事處的銀行，則僅能從事行銷與行政業務。
其他尚有實行保護馬來西亞土著政策，政府采购資訊不透明、馬來西亞對於建築相關產品進行防衛措施與反傾銷調查等。

### 會展
1997年5月，首屆台馬經貿部長級會議在台北舉行。
2022年舉辦第7屆臺馬經濟合作委員會，另外下轄企業諮詢小組會議（2021年第3屆）、投資工作小組會議（2022年第6屆）、中小企業工作小組會議（2022年第7屆）、貿易工作小組會議（2022年第11屆）等。

### 臺商組織／臺資銀行
截至2023年，在馬來西亞投資的臺商約1,700家，並於1990年成立「中華民國旅馬來西亞投資廠商協會」（Taipei Investors' Association in Malaysia），後為與全球臺商組織名稱同步，於2005年10月更名為「馬來西亞臺灣商會聯合總會」，下轄7個地區臺灣商會，分別為首都吉隆坡、檳城州、吉打州、霹靂州、馬六甲州、柔佛州、東馬區，目前會員廠商約500家。其他尚有「馬臺經貿協會」。
截至2023年，臺灣兆豐國際商業銀行、國泰世華銀行、台中商業銀行皆設立吉隆坡辦事處與纳闽分行；臺灣銀行、臺灣土地銀行、中國信託商業銀行則設立吉隆坡辦事處。則在申請中。

## 交流

### 觀光
台灣遊客赴馬來西亞的人數近年來約在20萬人次，於2000年首度達到30萬人次。但2003年因受SARS、伊拉克戰爭等影響，驟降至12萬人次。之後旅客人數逐漸回升，至2017年為33萬人次；而前來台灣的馬來西亞旅客也逐年增加，2000年僅為5萬8千餘人次，2011年突破30萬人次，至2017年已達到約53萬人次。為發展觀光，台灣觀光協會在吉隆坡設有辦事處。

### 教育
檳吉臺灣學校，簡稱檳吉臺校，前身為檳城臺灣僑校，由英業達集團創辦人溫世仁於1991年成立，為海外第一所臺灣學校。校名「檳吉」取自「檳城」、「吉打」兩州州名的首字結合而成。
吉隆坡臺灣學校，位於雪蘭莪州莎阿南市，於2001年6月落成啟用，由中華民國政府撥款設立，目的是為解決台商子女教育問題。該校設有幼教班、小学、國中、高中，學制與臺灣學校完全相同，學生未來返臺就讀大學，銜接較容易。師資亦大部分來自臺灣。2021年學生數約235人。
中華民國高等教育評鑑中心與馬來西亞高等教育部學術資格鑑定機構（MQA）於2012年7月20日簽署《雙方高教評鑑品質互信聲明》，MQA並在其網站公布中華民國157所受承認的校院，兩國的相關機構已相互承認彼此高等教育學歷。
2017年，馬來西亞在台灣的留學生有1萬7千餘人，歷年留臺校友總人數超過6萬人，還設立了「馬來西亞留台校友會聯合總會」；同年，台灣在馬來西亞的留學生約80人。
大馬為臺灣「正式修讀學位外籍留學生」最大來源國，這源自於中華民國長期、穩定的「僑教政策」，作為僑務外交策略一環，中華民國將海外華裔學生視為僑生（僑胞）予以特殊優惠待遇，鼓勵全球華人到中華民國留學（僑生回國），而大馬數百萬計的華人正是中華民國歡迎的對象。

### 娛樂
馬來西亞有許多華裔歌手、演員前往台灣發展，例如：無印良品（光良＋品冠）、曹格、艾成、巫啟賢、陳慶祥（阿牛）、陳勢安、張智成、張棟樑、梁靜茹、戴佩妮、李佳薇、李心潔、李銘順、李銘忠、戴祖雄、謝佳見、黄明志等。
著名導演則有蔡明亮，其所拍攝的電影具有強烈個人風格，多屬非商業片，並獲得金馬獎與國際影展多次肯定。

### 援助
1997年10月，對於印尼森林大火造成東南亞嚴重霾害，中華民國政府捐贈10萬片口罩給馬來西亞。
1999年9月21日，台灣發生大地震，馬來西亞政府捐贈10萬美元醫療用品協助賑災。
2020年4月14日，對於2019冠状病毒病疫情在全球擴散，中華民國外交部宣布第2波國際援助行動，其中捐贈160萬片口罩給馬來西亞在內的8個新南向政策國家。

### 工作
截至2021年底，马来西亚籍员工前往台湾工作的专业人才在台湾外籍员工统计上排名第2，仅次于日本籍员工。

#### 事件
2022年9月14日，台湾选美佳丽高曼容在馬來西亞参加亚洲环球小姐选美比赛期间，在槟城出席2022年世界資訊科技大會（WCIT）開幕儀式时无法上台，后得知原因是受到中華人民共和國（中国大陸）打压。中華民國外交部对此谴责主办单位屈从中国，并表达严正抗议。桃园市科技资讯局长余宛如称，她在找到高曼容后，主办方对此向她致歉，表示该单位也是在最后一刻才被迫不让台湾佳丽上台。不过在一众佳丽进行合照，高曼容不像其他人挥舞各自的国旗时，主办方负责人将中華民國國旗交给高曼容。协会主席谢溢高随后回应媒体访问时拒绝对此作进一步评论，仅表示只是遵守国家政策，其它问题应谘询政府部门。

## 司法

### 犯罪事件
2016年4月15日，先前馬來西亞警方破獲的電信詐騙案，共逮捕120名嫌犯，其中52名是台灣人。中華人民共和國原本要求將所有嫌犯押解到對岸，經過中華民國外交部等單位交涉後，其中20名台灣人於深夜搭機抵台，但由於刑事警察局沒有掌握任何犯罪跡證，因此全部當場釋放。4月30日，另外32名台灣人則被遣送到中華人民共和國，對此，中華民國政府嚴正抗議，並對此事發展表達遺憾。8月18日，臺中地方檢察署以欺詐罪起訴先前釋放的20名嫌犯。

## 簽證

持中華民國護照的中華民國國民簽證要求分布圖：入境馬來西亞可以免簽證。

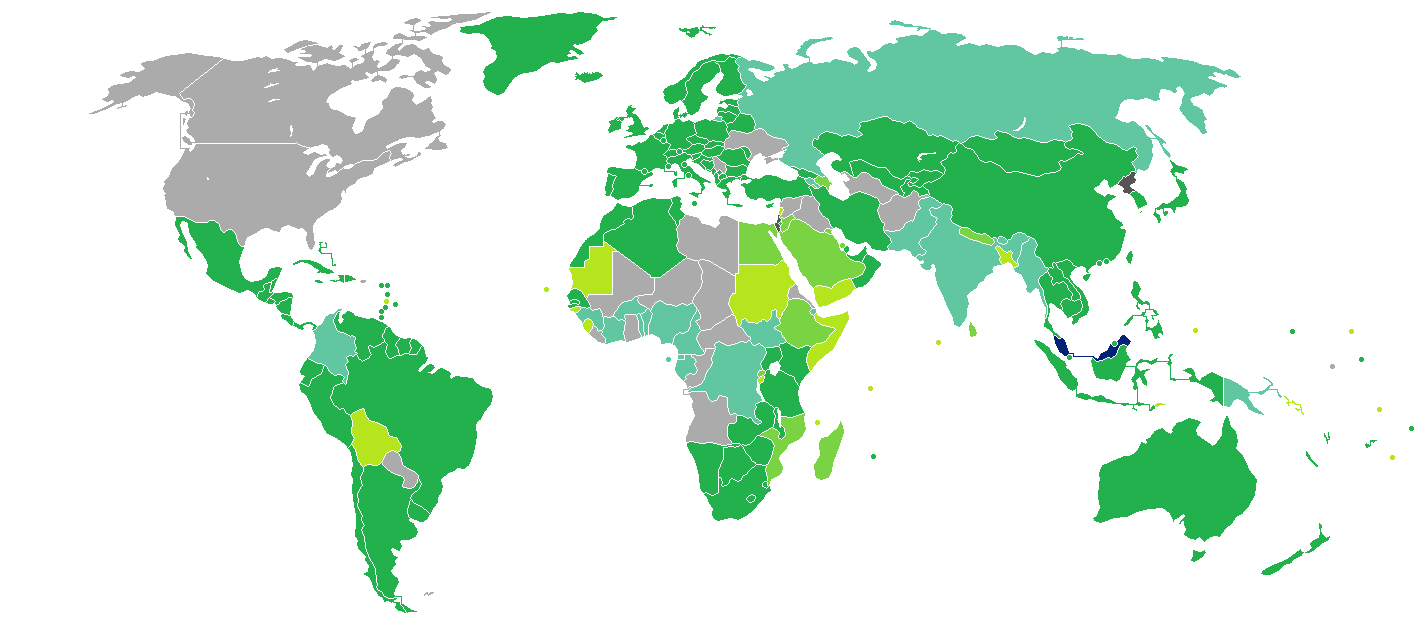
持馬來西亞護照的馬來西亞國民簽證要求分布圖：入境中華民國可以免簽證。

持有中華民國護照的中華民國國民可以免簽證的方式入境馬來西亞，停留最多30天並不得延長。若停留超過30天，須先向駐臺的馬來西亞友誼及貿易中心申請簽證。中華民國國民不需註冊即可使用自動通關系統入出境馬來西亞，需入境前3天內上網填報「馬來西亞數位入境卡」（MDAC）。若有以免簽證方式頻繁入出境馬來西亞等情形，可能遭拒絕入境並遣返。在同一機場的不同航廈轉搭國際線班機，必須申請入境才能轉機。
持有馬來西亞護照的馬來西亞國民亦可免簽證入境中華民國，停留最多30天。

### 事件
2003年4月，馬來西亞為防止境外移入的嚴重急性呼吸系統綜合症（SARS）病例持續增加，曾暫停受理兩岸三地、越南、加拿大等受感染地區的民眾申請入境簽證。

## 交通

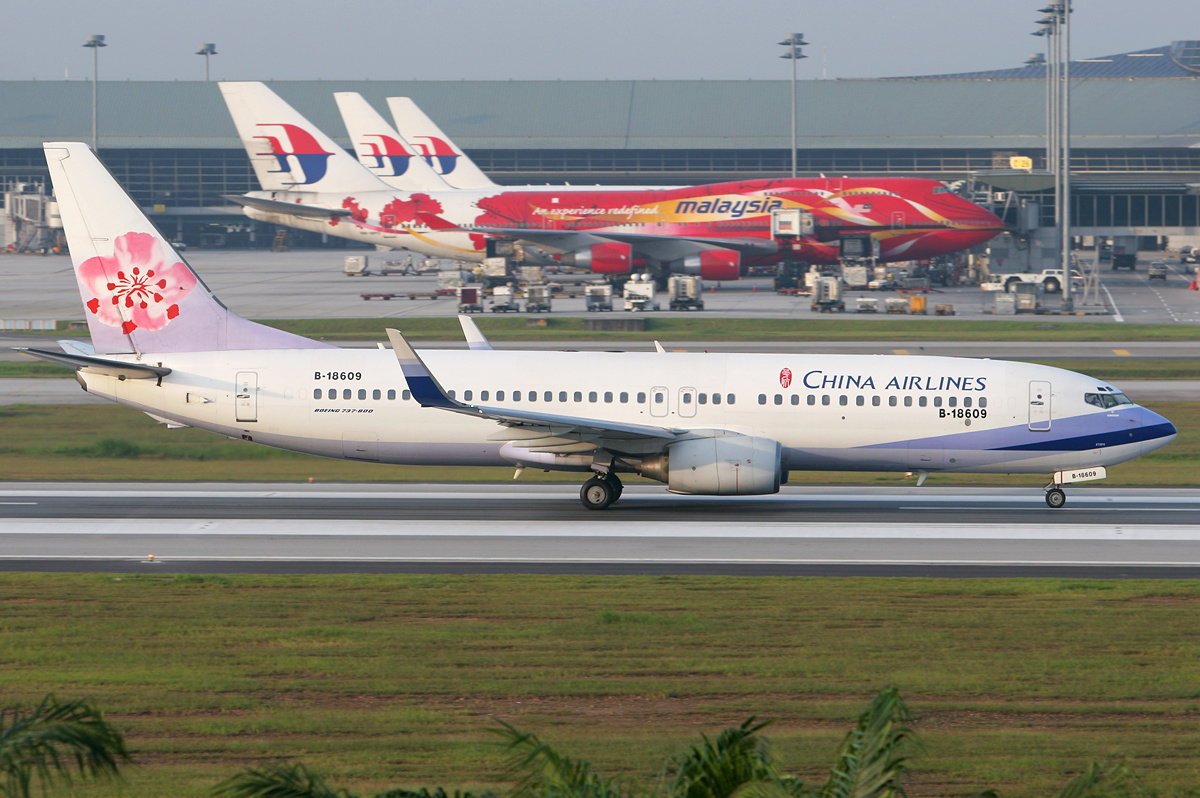
中華航空B737-800客機降落於吉隆坡國際機場。

### 航空
1990年10月22日，簽署《台馬交換航權協定》，雙方可指定多家航空公司飛行台馬航線。
1995年9月5日，在吉隆坡簽署《台馬航權協定附約》，新增至23個總係數點，以因應空運市場需要。
1997年10月7日，在台北簽署《台馬交換航權協定附約二號》，規定雙方航線完全自由化，兩國航空公司可自本國任何點，飛往對方境內任何點；洲際延遠第五航權班次也逐年遞增。
雙邊有航班來往的城市如下（截至2023年6月19日）：

#### 客運
| 中華民國 | 马来西亚（按照都會區人口排列） |
| -------- | --- |
| 臺北     | 吉隆坡（中華航空、長榮航空、星宇航空、馬來西亞航空、全亞洲航空、马来西亚峇迪航空） 檳城（中華航空、星宇航空） 亞庇（馬來西亞航空、亞洲航空） |
| 高雄     | 吉隆坡（亞洲航空） |

#### 貨運
| 中華民國 | 马来西亚（按照都會區人口排列）                                                    |
| -------- | --------------------------------------------------------------------------------- |
| 臺北     | 吉隆坡（中華航空貨運、長榮航空貨運） 檳城（中華航空貨運、長榮航空貨運、聯邦快遞） |

#### 事件
2024年12月5日，台湾旅客发文指出，吉隆坡国际机场自动出入境闸门的电子看板上移除了中華民國國旗。12月6日，吉隆坡国际机场表示，对于造成旅客不便感到遗憾，并建议向马来西亚移民局反映。马来西亚外交部回复台湾《中央社》，这一变化不会影响台湾旅客使用自动出入境系统的资格。中華民國外交部发表声明，已向马来西亚政府投诉吉隆坡国际机场的电子看板上移除中华民国国旗，并指示台湾駐馬來西亞臺北經濟文化辦事處向马来西亚外交部和驻台湾的馬來西亞友誼及貿易中心提出抗议。

## 外部連結
| - 中華民國外交部－馬來西亞簡介 （页面存档备份，存于） - 駐馬來西亞台北經濟文化辦事處（Facebook、Twitter、僑務組） - 外交部領事事務局－國外旅遊警示分級表 - 中華民國衛生福利部－國際旅遊疫情建議等級 - 中華民國國際經濟合作協會 （页面存档备份，存于） - 吉隆坡台灣貿易中心（Facebook） - 馬來西亞臺灣商會聯合總會（Facebook） | - 馬來西亞友誼及貿易中心（Facebook） - 馬來西亞商業及工業協會（Facebook） |